# Điệp vụ cuối cùng (phim)
Điệp vụ cuối cùng (tiếng Anh: The Bricklayer) là một bộ phim hành động giật gân của Mỹ năm 2024 do Renny Harlin đạo diễn, Hanna Weg và Matt Johnson viết kịch bản dựa trên cuốn tiểu thuyết cùng tên năm 2010 của Paul Lindsay dưới bút danh Noah Boyd. Phim có sự tham gia của Aaron Eckhart, Nina Dobrev, Tim Blake Nelson, Ilfenesh Hadera và Clifton Collins Jr.
Phim được phát hành ngày 5 tháng 1 năm 2024 tại Hoa Kỳ bởi Vertical Entertainment.